# Иджебу-Игбо
Иджебу-Игбо (англ. Ijebu Igbo) — город и район местного управления на юго-западе Нигерии, на территории штата Огун.

## Географическое положение
Город находится в восточной части штата, к западу от реки Ошун, на высоте 74 метров над уровнем моря.
Иджебу-Игбо расположен на расстоянии приблизительно 69 километров к востоку-юго-востоку (ESE) от Абеокуты, административного центра штата и на расстоянии 440 километров к юго-западу от Абуджи, столицы страны.

## Население
По данным переписи 1991 года численность населения Иджебу-Игбо составляла 64 924 человек.
Динамика численности населения города по годам:
| 1991   | 2012    |
| ------ | ------- |
| 64 924 | 104 977 |

## Транспорт
Ближайший аэропорт — Международный аэропорт имени Мурталы Мохаммеда.